# Tuatha Dé Danann
Pour les articles homonymes, voir Tuatha De Danann.
 (février 2013).

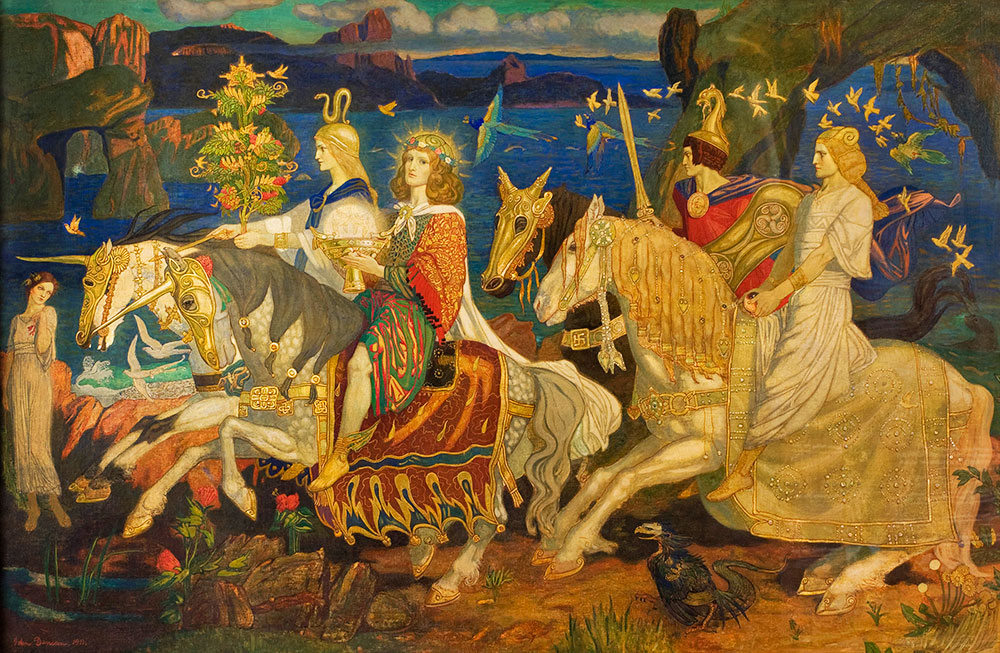
Les Tuatha Dé Danann, John Duncan 1911

Dans la mythologie celtique irlandaise, les Tuatha Dé Danann, ou Tuatha dé Danann (en gaélique : [t̪ˠuəhə dʲeː d̪ˠan̪ˠən̪ˠ] litt. « tribus de la déesse Dana » ; en anglais : [ˈtuəhə deɪ ˈdɑːnən]) sont des dieux qui viennent de quatre îles du nord du monde : Falias, Gorias, Findias et Murias ; de ces villes mythiques ils apportent cinq talismans : la lance de Lug, l’épée de Nuada, le chaudron et la massue de Dagda (bien que le chaudron soit souvent attribué à Ceridwen), et la Pierre de Fal.

## LeLebor Gabála Érenn(«Livre des Conquêtes d’Irlande»)
Quand les Tuatha Dé Danann arrivent en Irlande, le jour de la fête de Beltaine (approximativement le 1er mai de notre calendrier), l’île est occupée par les Fir Bolg. Ceux-ci vont être vaincus lors du Cath Maighe Tuireadh (la « Bataille de Mag Tuireadh ») : c’est la cinquième conquête.
Les Tuatha Dé Danann que l’on retrouve dans nombre de récits sont le peuple mythique de l’Irlande, mais pas exclusivement puisqu’ils se retrouvent, sous des formes différentes et généralement d'autres noms, dans tout le monde celtique. Ils (La Tribus de Dieux) possèdent des pouvoirs magiques. Ce sont des dieux, des déesses, des héros, des magiciennes (Bansidh). Ils maîtrisent le druidisme, le Savoir et les Arts. Manannan Mac Lir leur fournit des cochons magiques qui confèrent l’immortalité. Mais face aux Milesiens, ils doivent se replier dans le Sidh. Les dieux s’effacent devant les humains, puisque les « fils de Mile » sont les Gaëls.
Leurs trois druides primordiaux sont Eoloas (Connaissance), Fiss (Savoir) et Fochmarc (Recherche).

## Hiérarchie des principaux dieux
- hors classe :
  - Lug Samildanach (dieu polytechnicien)

- fonction sacerdotale :
  - Dagda (dieu-druide)

- fonction guerrière :
  - Ogme (dieu de la Magie guerrière)
  - Nuada (royauté)

- fonction artisanale :
  - Goibniu (dieu forgeron)
  - Credne (dieu bronzier)
  - Luchta (dieu charpentier)

- participent aux trois fonctions :
  - Diancecht (dieu-médecin), père de Airmed, Miach et Oirmiach
  - Mac Oc ou Oengus (jeunesse)

- déesse féminine unique connue sous les formes :
  - Brigit (déesse des Poètes, des Forgerons et des Médecins)
  - Étain ou Eithne (reine d’Irlande, mère de tous les dieux)
  - Boand  (autre nom de Brigit, déesse éponyme de la Boyne)
  - Morrigan (déesse guerrière, ou bien de la souveraineté)

## Arbre généalogique des Tuatha Dé Danann
D’après les textes épiques tels le Lebor Gabála Érenn, la Cath Maighe Tuireadh et la Táin Bó Cúailnge, il est possible d’esquisser une généalogie des Tuatha Dé Danann.
```
                                         
Nemed

                                           |
                                    Iarbonel Faidh
                                           |
                                       Beothach
                                           |
                                        Iobáth
                                           |
                                         Enna
                                           | 
                                        Tabarn
                                           |
                                          Tat
       ____________________________________|__________________________________
       |                                                                     |
     Allai                                                                 Indai
       |                                           __________________________|__________________________
       |                                           |                                                   |
     Orda                                         
Nét
                                               
Elatha

       |                       ____________________|______________________________________________     |
       |                       |                                    |                            |     |
    Etarlám                 Esar Brec                           Delbáeth                        Dot  
Bres

       |                       |                                    |                            |
       |                       |                                    |                            |
    Eochaid                
Diancecht
                            Elatha                        
Balor

       |                       |                                    |                            |
       |            ___________|___________        _________________|______________________      |
     
Nuada
          |    |     |    |     |        |         |          |       |         |      |
    (
Elcmar
)       Cu Cethen 
Cian
 
Miach
 
Airmed
   
Dagda
    Fiacha    Delbáeth   
Ogma
     Allód  
Ethniu
  
   (
Nechtan
)        |          |                   |                    |       |       (Ler) (
Eithne
)
  _____|____        |          |      _____________|____________        |       |         |
  |        |        |          |      |      |     |     |     |        |       |         |
Etarlám 
Nemain
  Bec-Felmas    
Lug
  
Cermait
 
Aengus
 
Bodb
 
Midir
 
Brigid
   
Boann
  
Delbáeth
  
Manannan Mac Lir

  |                 |                 |                                     (
Tuireann
)
  |                 |        _________|_________          ______________________|__________________________________
  |                 |        |        |        |          |      |      |       |     |      |       |      |     |

Ernmas
            
Abean
  
Mac Cuill
 
Mac Cecht
 
Mac Greine
   
Fiachna
 
Brian
 
Iuchar
 
Iucharba
 
Danu
 
Goibniu
 
Credne Cerd
 
Luchta
 Ollamh
  |__________________                                                                                             |
  |        |        |                                                                                             |
 
Ériu
  =  
Badb
      |                                                                                            
Aoi

Banba
  = 
Macha
      |

Fódla
 = 
Morrigan
 = 
Anu
```

## Chronologie (mythique) des rois d'Irlande Tuatha Dé Danann
AQM : chronologie tirée des Annales des quatre maîtres ; FFE : chronologie tirée des données figurant dans le Forus Feasa ar Erinn de Seathrún Céitinn (Geoffrey Keating).
- Bres AQM 1897-1890 / FFE 1477-1470 av. J.-C.
- Nuada AQM 1890-1870 av. J.-C. / FFE 1470-1447 av. J.-C.
- Lugh AQM 1870-1830 av. J.-C. / FFE 1447-1407 av. J.-C.
- Eochaid Ollathair AQM 1830-1750 av. J.-C. ; FFE 1407-1337 av. J.-C.
- Delbáeth AQM 1750-1740 av. J.-C. / FFE 1337-1327 av. J.-C.
- Fiacha AQM 1740-1730 av. J.-C. / FFE 1327-1317 av. J.-C.
- Mac Cuill, Mac Cecht et Mac Greine AQM 1730-1700 av. J.-C. / FFE 1317-1287 av. J.-C.

## Culture populaire
Les Tuatha De Danann dans les comic books Marvel sont largement inspirés de leurs homologues dans la mythologie.
Les principaux ennemis rencontrés par le joueur dans le jeu vidéo Les Royaumes d'Amalur : Reckoning se nomment « Tuatha Deohn » et sont fort librement inspirés des Tuatha Dé Danann. Il s'agit ici de Fae liés à la Cour d'Hiver ayant été corrompus.
On peut aussi noter la présence des « thuatans », peuple guerrier, qui sortent du « sid » (monde souterrain où le temps n'existe pas) après une période d'exil à la suite d'une défaite sur l'île de gaelia dans la trilogie La Moïra de l'écrivain Henri Lœvenbruck (roman fantasy).
Dans la série de romans Artemis Fowl d'Eoin Colfer, les Tuatha dé Danann sont les ancêtres des Fées. Puissants sorciers, ils vainquirent les démoniaques Fomoires, créant ce faisant la Chaussée des Géants.
Dans le film Willow de George Lucas (1988), le bébé que Willow doit sauver s'appelle Elora Dannan, qui est une référence aux Tuatha De Danann.
Dans la série tv Charmed Saison 2 épisode 6, Tuatha (Brigid Brannagh) est sorcière emprisonnée dans une caverne qui cherche sa baguette magique pour s'échapper.
Le groupe parisien Manau a publié en mai 1998 la chanson La Tribu de Dana, qui semble raconter l'épopée d'un membre des Tuatha De Danann.
La  série de romans Le Souffle de la Pierre d'Irlande de Éric Simard sont inspirés de plusieurs légendes irlandaises. Le héros est un Tuatha De Danann.
Dans l'animé Full Metal Panic! le sous-marin se nomme Tuatha de Danaan
On retrouve plusieurs divinités issues du Tuatha de Danaan dans les romans français Au nom des Dieux